# Rija Juvence Rakotomandimby
Rija Juvence Rakotomandimby (ur. 21 listopada 1982 w Antananarywie) – madagaskarski piłkarz grający na pozycji pomocnika. W swojej karierze rozegrał 20 meczów i strzelił 2 gole w reprezentacji Madagaskaru.

## Kariera klubowa
Swoją karierę piłkarską Rakotomandimby rozpoczął w klubie FC BFV. W sezonie 1999 zadebiutował w jego barwach w pierwszej lidze madagaskarskiej. W latach 2001–2006 grał w SO Emyrne, z którym w sezonie 2001 został mistrzem kraju. W 2007 był zawodnikiem USCA Foot, a w latach 2008-2009 występował w Japan Actuel’s FC. W latach 2010–2013 był piłkarzem CNaPS Sport, w którym zakończył karierę. W sezonach 2010 i 2013 wywalczył z nim dwa mistrzostwa Madagaskaru, a w 2011 roku zdobył z nim Puchar Madagaskaru.

## Kariera reprezentacyjna
W reprezentacji Madagaskaru Rakotomandimby zadebiutował 20 czerwca 1999 roku w zremisowanym 1:1 meczu kwalifikacji do Pucharu Narodów Afryki 2000 z Kenią, rozegranym w Antananarywie. Od 1999 do 2008 wystąpił w kadrze narodowej 20 razy i strzelił 2 gole.